# Дюкино (Калузька область)
Дюкино (рос. Дюкино) — присілок в Дзержинському районі Калузької області Російської Федерації.
Населення становить 4 особи. Входить до складу муніципального утворення Угорське сільське поселення.

## Історія
Від 2004 року входить до складу муніципального утворення Угорське сільське поселення.

## Населення
| 2002 | 2010 |
| ---- | ---- |
| 8    | ↘4   |